# Български парастенокарис
Българският парастенокарис (Parastenocaris bulgarica) е вид ракообразно, срещащ се в България. Видът е критично застрашен.
Видът е описан за пръв път през 1992 г. от Апостолов. Това е местен ендемит и се среща единствено в пещерата Душника близо до софийското село Искрец, като има ограничено разпространение в Искрецкия карстов басейн. Обитава пукнатините в подземните води.
Женските индивиди имат максимални размери на тялото до 0,34 mm, а мъжките – 0,31 mm. Това са едни от най-дребните ракообразни сред българската фауна. Няма данни относно числеността им.